# (89) Julia
(89) Julia es un asteroide que forma parte del cinturón de asteroides y fue descubierto por Édouard Jean-Marie Stephan el 6 de agosto de 1866 desde el observatorio de Marsella, Francia.
Está posiblemente nombrado en honor de la mártir cristiana del siglo V Julia de Cartago.

## Características orbitales
Julia está situado a una distancia media de 2,553 ua del Sol, pudiendo acercarse hasta 2,086 ua. Tiene una inclinación orbital de 16,14° y una excentricidad de 0,1828. Emplea 1490 días en completar una órbita alrededor del Sol.